# Diploma europeo delle aree protette
Il Diploma europeo delle aree protette (in inglese European Diploma of Protected Areas) è una certificazione europea che caratterizza le aree protette individuate come idonee, divenuto con il tempo un riconoscimento europeo di prestigio; è stato istituito nel 1965 e viene assegnato solo alle aree protette, semi-naturali o di interesse paesaggistico di rilevanza europea, che dimostrino di avere una protezione adeguata per la conservazione della biodiversità, delle diversità geologiche e paesaggistiche e che risultino dotate di "evidenze culturali, estetiche e scientifiche".

## Descrizione
Un'area, per ricevere il Diploma europeo, viene segnalata, quindi viene esaminata da revisori esperti della Convenzione di Berna per la tutela della vita selvatica e degli habitat naturali europei, per conto del Consiglio d'Europa, e solo con parere positivo si procede con l'assegnazione del diploma per un periodo di 5 anni rinnovabili, con verifica annuale del rispetto dei criteri. L'ultima verifica e rinnovo è avvenuta a febbraio 2012.
Nel 2012 sono in possesso del Diploma europeo 70 aree naturali e protette, localizzate in 26 paesi europei. I primi parchi ad esser stati istituiti sono stati nel 1966: le Hautes Fagnes in Belgio, il Parco regionale della Camargue in Francia, il Peak District National Park nel Regno Unito. In Italia, il Diploma europeo è stato assegnato al Parco nazionale d'Abruzzo, Lazio e Molise, al Parco nazionale del Gran Paradiso, al Parco naturale delle Alpi Marittime, al Parco naturale della Maremma, al Parco naturale di Migliarino, San Rossore, Massaciuccoli, alla riserva naturale Sasso Fratino, alla Riserva naturale Isola di Montecristo.

### Lista delle aree protette con Diploma europeo delle aree protette
| Nome                                                      | Stato                 | Anno (riconosciuto dal) |
| --------------------------------------------------------- | --------------------- | ----------------------- |
| Hautes Fagnes                                             | Belgio                | 1966                    |
| Camargue                                                  | Francia               | 1966                    |
| Peak District National Park                               | Regno Unito           | 1966                    |
| Riserva naturale Cascate di Krimml                        | Austria               | 1967                    |
| parco naturale della Landa di Luneburgo                   | Germania              | 1967                    |
| Parco nazionale Muddus                                    | Svezia                | 1967                    |
| Parco nazionale Sarek e Parco nazionale Padjelanta        | Svezia                | 1967                    |
| Parco nazionale svizzero                                  | Svizzera              | 1967                    |
| Parco nazionale d'Abruzzo, Lazio e Molise                 | Italia                | 1967                    |
| Riserva naturale Wollmatinger Ried – Untersee – Gnadensee | Germania              | 1968                    |
| Riserva naturale De Boschplaat                            | Paesi Bassi           | 1970                    |
| Riserva naturale Siebengebirge                            | Germania              | 1971                    |
| Parco naturale tedesco-lussemburghese                     | Germania, Lussemburgo | 1973                    |
| Parco nazionale della Vanoise                             | Francia               | 1976                    |
| Parco nazionale Kuşcenneti                                | Turchia               | 1976                    |
| Naturschutzgebiet Weltenburger Enge                       | Germania              | 1978                    |
| Parco nazionale delle montagne bianche                    | Creta – Grecia        | 1979                    |
| Riserva naturale Minsmere                                 | Gran Bretagna         | 1979                    |
| Riserva naturale Beinn Eighe                              | Gran Bretagna         | 1983                    |
| Purbeck Heritage Coast                                    | Gran Bretagna         | 1984                    |
| Fair Isle                                                 | Gran Bretagna         | 1985                    |
| Riserva naturale di Scandola                              | Francia               | 1985                    |
| Riserva naturale Sasso Fratino                            | Italia                | 1985                    |
| Parco nazionale di Doñana                                 | Spagna                | 1980                    |
| Parco nazionale della foresta bavarese                    | Germania              | 1986                    |
| Parco nazionale di Ordesa e Monte Perdido                 | Spagna                | 1988                    |
| Parco nazionale Store Mosse                               | Svezia                | 1988                    |
| Riserve naturali di Bullerö e Langviksskär                | Svezia                | 1988                    |
| Riserva naturale dell'Isola di Montecristo                | Italia                | 1988                    |
| Riserva naturale di Wurzacher Ried                        | Germania              | 1989                    |
| Parco nazionale Teide                                     | Spagna                | 1989                    |
| Parco nazionale Berchtesgaden                             | Germania              | 1990                    |
| Parco nazionale degli Écrins                              | Francia               | 1990                    |
| Parco regionale della Maremma                             | Italia                | 1992                    |
| Riserva naturale delle Isole Selvagge                     | Portogallo            | 1992                    |
| Parco nazionale del Mercantour                            | Francia               | 1993                    |
| Parco naturale delle Alpi Marittime                       | Italia                | 1993                    |
| Area protetta di Wachau                                   | Austria               | 1994                    |
| Riserva della biosfera Oka                                | Russia                | 1994                    |
| Riserva naturale Teberda                                  | Russia                | 1994                    |
| Riserva naturale Ipolytarnoc                              | Ungheria              | 1995                    |
| Szenas-Hügeln                                             | Ungheria              | 1995                    |
| Riserva Berezinsky                                        | Bielorussia           | 1995                    |
| Riserva naturale di Weerribben                            | Paesi Bassi           | 1995                    |
| Parco nazionale di Seitseminen                            | Finlandia             | 1996                    |
| Parco nazionale dell'arcipelago di Ekenäs                 | Finlandia             | 1996                    |
| Parco nazionale Belovezskaya Pushcha                      | Bielorussia           | 1997                    |
| Parco nazionale di Port-Cros                              | Francia               | 1997                    |
| Parco nazionale di Białowieża                             | Polonia               | 1997                    |
| Riserva della biosfera Karpathen                          | Ucraina               | 1997                    |
| Parco nazionale Poloniny                                  | Slovacchia            | 1998                    |
| Parco nazionale Bieszczady                                | Polonia               | 1998                    |
| Riserva naturale Dobrocsky                                | Slovacchia            | 1998                    |
| Riserva naturale Kostomuksha                              | Russia                | 1998                    |
| Riserva della biosfera Tsentralno-Chernozemny             | Russia                | 1998                    |
| Riserva naturale degli Oostvaardersplassen                | Paesi Bassi           | 1999                    |
| Riserva della biosfera dei Carpazi Bianchi                | Repubblica Ceca       | 2000                    |
| Riserva naturale di Karlštejn                             | Repubblica Ceca       | 2000                    |
| Parco nazionale Podyji                                    | Repubblica Ceca       | 2000                    |
| Riserva della biosfera Delta del Danubio                  | Romania               | 2000                    |
| Parco nazionale Thayatal                                  | Austria               | 2003                    |
| Parco nazionale Matsalu                                   | Estonia               | 2003                    |
| Penisola di Tihany                                        | Ungheria              | 2001                    |
| Parco nazionale del Tricorno                              | Slovenia              | 2004                    |
| Parco nazionale olandese                                  | Paesi Bassi           | 2004                    |
| Parco naturale di Migliarino, San Rossore, Massaciuccoli  | Italia                | 2005                    |
| Parco nazionale Gran Paradiso                             | Italia                | 2006                    |
| Parco nazionale dei monti Piatra Craiului                 | Romania               | 2006                    |
| Parco nazionale Retezat                                   | Romania               | 2008                    |
| Parco nazionale dei Balcani Centrali                      | Bulgaria              | 2009                    |